# Siège de l'Assemblée nationale (Sénégal)
Pour les articles homonymes, voir Bâtiment de l'Assemblée nationale.
Le siège de l'Assemblée nationale est un édifice à Dakar, la capitale du Sénégal, abritant l'Assemblée nationale depuis 1960, le parlement monocaméral du pays. Il est situé dans l'arrondissement de Dakar-Plateau sur la place Soweto à côté du musée Théodore-Monod d'Art africain. Construit en 1954 lors de la période coloniale, le bâtiment abrite initialement le Grand Conseil de l'Afrique-Occidentale française (AOF) de 1956 à 1958, puis l'Assemblée de la fédération du Mali de 1958 à 1960.

## Histoire
Le siège de l'Assemblée est construit en 1954 lors de la colonisation française du Sénégal. La première pierre est posée le 27 octobre 1954 par Robert Buron, le ministre français des Outre-mer. Le bâtiment est inauguré le 22 novembre 1956 par Albert Sarraut, le président de l'Assemblée de l'Union Française, en présence de Gaston Cusin, le Haut-Commissaire de la République en Afrique-Occidentale française, et de Boissier Palun, le président du Haut Conseil de l'AOF.
L'édifice abrite de 1956 à 1959, le Grand Conseil de l'AOF puis du 4 avril 1959 au 20 août 1960, il est le siège de l'Assemblée de la fédération du Mali. 
Le 17 avril 2023, dans le cadre du « projet de modernisation des moyens de communication de l'institution avec le public », une phase de rénovation notamment de l'hémicycle de l'Assemblée nationale est engagée et achevée en juin 2024.

## Manifestations
En février 2024, des manifestations éclatent et sont dispersées par les forces de l'ordre autour du bâtiment, à la suite de la décision du président de la République Macky Sall de reporter l'élection présidentielle de 2024.

## Galerie

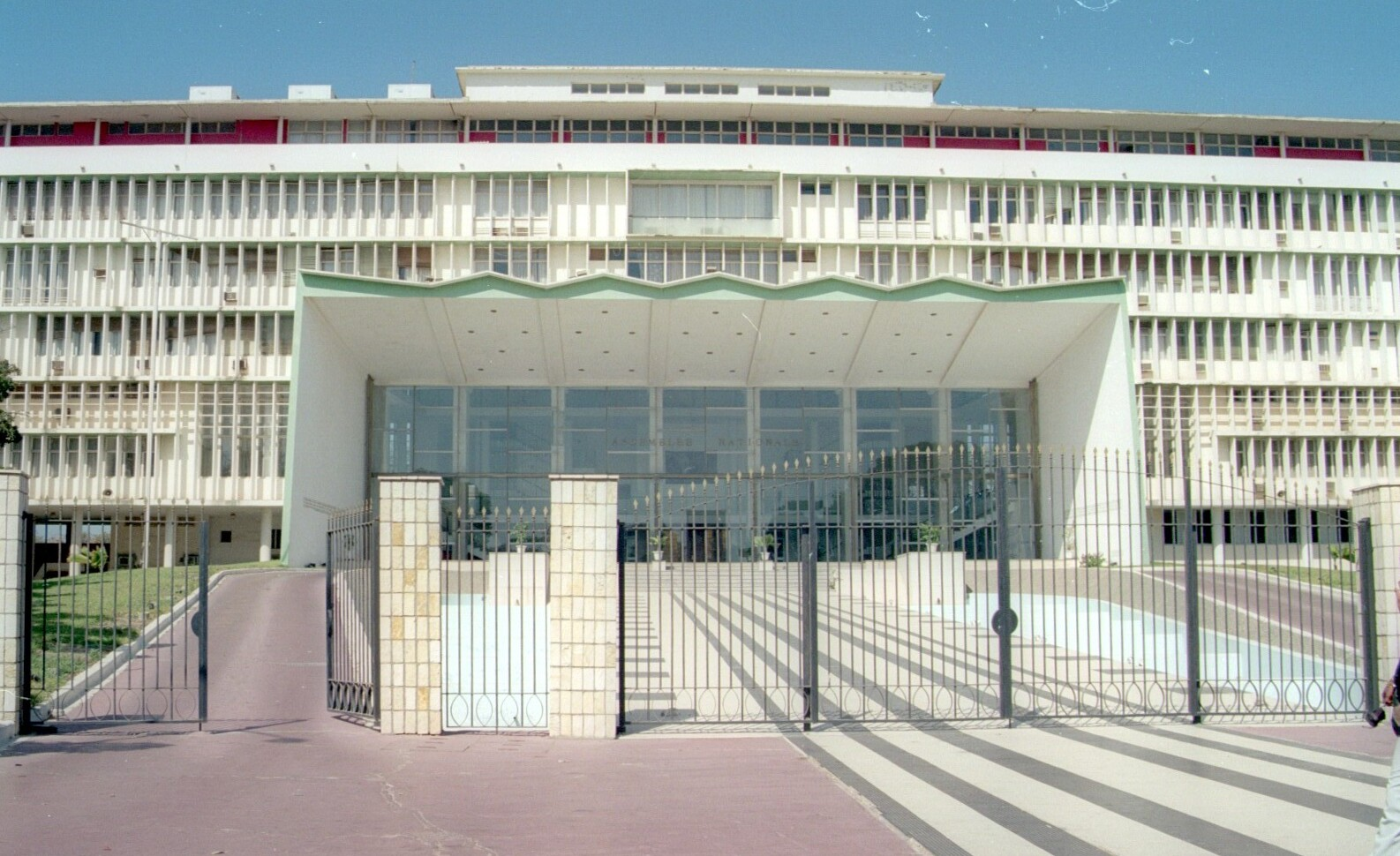
Façade principale.
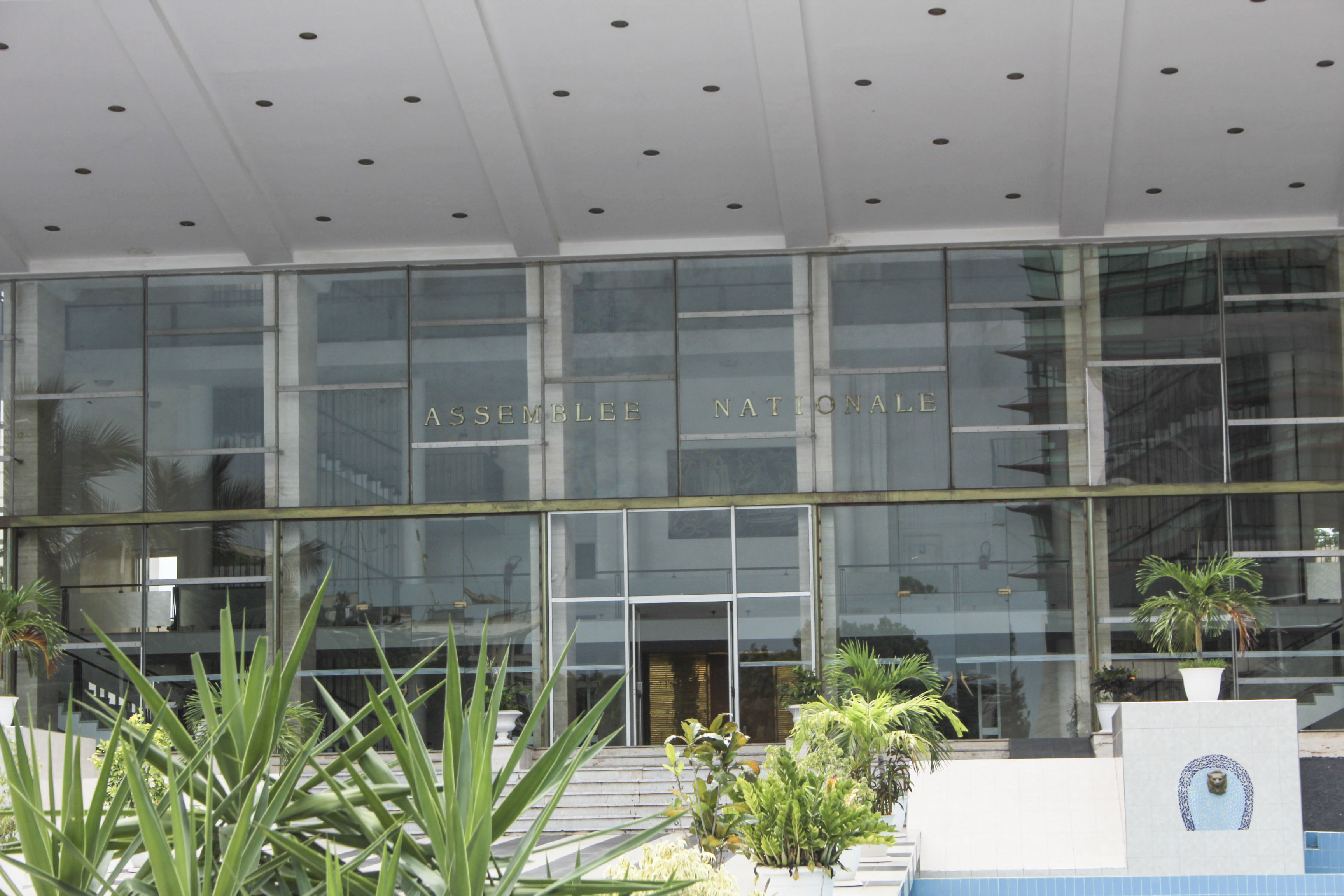
Vue de l'entrée principale.
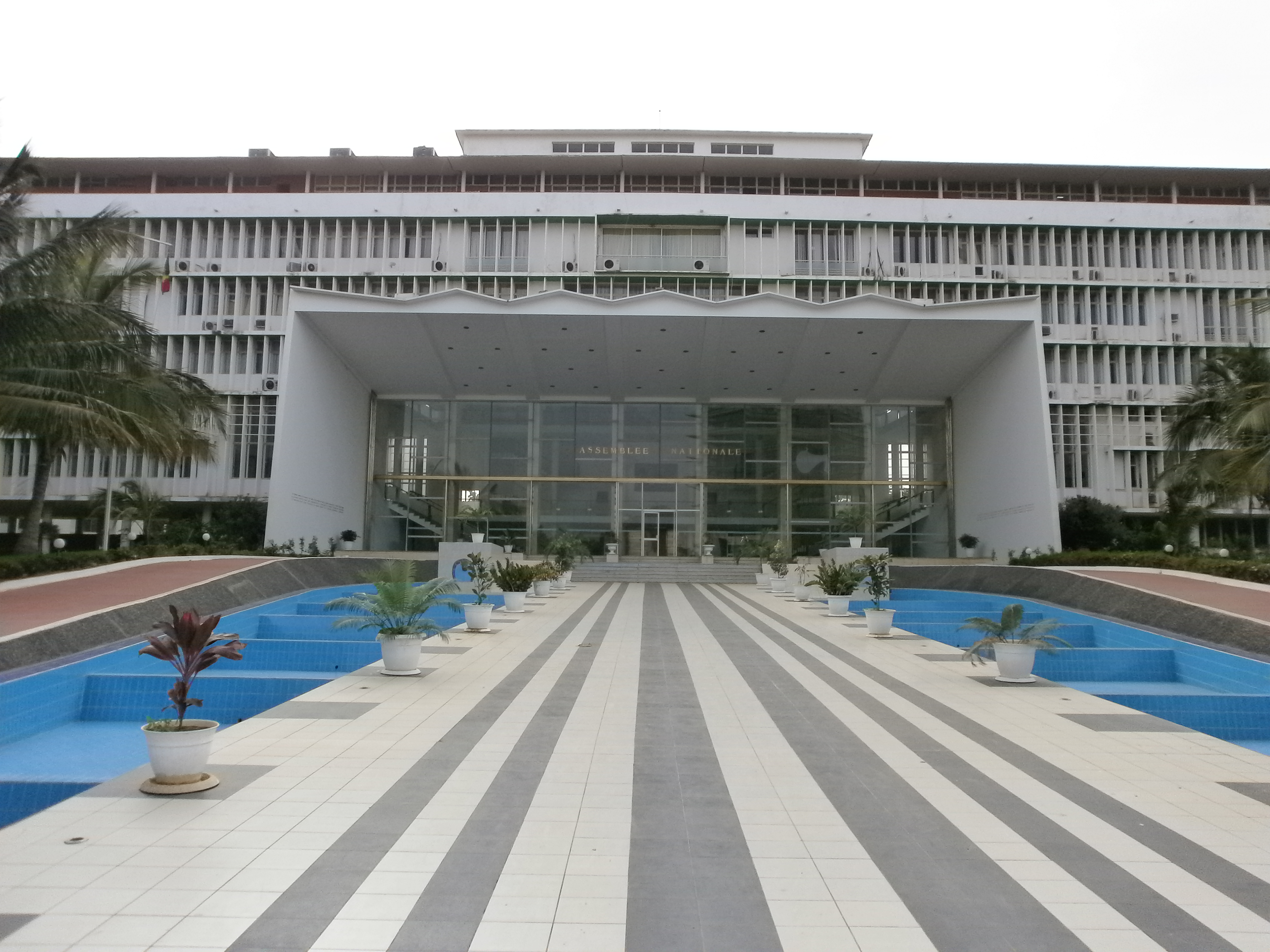
Vue de l'allée principale avec les fontaines adjacentes.